# Кинбер, Борис Евсеевич
Бори́с Евсе́евич Ки́нбер (1922―1991) ― советский радиофизик-теоретик, доктор технических наук, профессор, Лауреат Государственной премии СССР (1990).

## Биография
Родился 12 февраля 1922 года в Петрограде.
В 1939 году поступил в Московский авиационный институт. Летом 1941 года добровольцем вступил в московское ополчение. Черех несколько месяцев отозван с фронта для продолжения учебы. Учебу продолжил в Алма-Ате, куда был эвакуирован МАИ.
В 1948 году закончил Ленинградский политехнический институт. В 1948—1951 годах работал на одном из оборонных заводов в Ленинграде.
В 1951 году стал сотрудником НИИ Министерства промышленности средств связи СССР. В 1956—1962 годах трудился в Научно-исследовательском институте № 565. В 1962 году назначен начальником сектора во ВНИИ физико-технических и радиотехнических измерений, работал в этой должности до 1978 года. После этого до 1990 года трудился в НИИ оптико-физических измерений.
В 1966 году защитил докторскую диссертацию по теме «Развитие и применение методов физической теории дифракции к расчету антенн». В 1972 году ему присвоено звание  профессора. С 1968 по 1991 годы преподавал в Московском физико-техническом институте. С 1991 года — главный научный сотрудник Конструкторско-технологического бюро «Вектор» в городе Чистополь. Там же преподавал на факультета «Восток» Казанского авиационного института.
Умер 18 октября 1991 года в Чистополе. Похоронен в Москве на Троекуровском кладбище.

## Награды и звания
- Лауреат Государственной премии СССР в области науки и техники за работы по развитию и применению асимптотических методов теории дифракции и распространения электромагнитных волн (1990)
- Доктор технических наук
- Профессор

## Вклад в науку
Написал 220 научных трудов. Занимался теорией антенн, развитием и применением геометрической оптики и теории дифракции. Кинбер разработал метод расчёта и синтеза зеркальных антенн и искривленных дифракционных решеток, в том числе метод самосогласования поля для расчета многократной дифракции и рассеяния на телах сложной формы. Был разработчиком метода оценки и подавления бокового излучения рупорных и зеркальных антенн. Дал описания полей в широких плавно-нерегулярных волноводах на основе представлений геометрической оптики.